# Resolutie 412 Veiligheidsraad Verenigde Naties
Resolutie 412 van de Veiligheidsraad van de Verenigde Naties werd unaniem aangenomen op 7 juli 1977.

## Inhoud
De Veiligheidsraad had de aanvraag van de Djibouti voor VN-lidmaatschap bestudeerd, en beval de Algemene Vergadering aan om de Republiek Djibouti het VN-lidmaatschap toe te kennen.

## Verwante resoluties
- Resolutie 397 Veiligheidsraad Verenigde Naties (Angola)
- Resolutie 399 Veiligheidsraad Verenigde Naties (West-Samoa)
- Resolutie 413 Veiligheidsraad Verenigde Naties (Vietnam)
- Resolutie 433 Veiligheidsraad Verenigde Naties (Salomonseilanden)

Lijst ·  403 ·  404 ·  405 ·  406 ·  407 ·  408 ·  409 ·  410 ·  411 ·  412 ·  413 ·  414 ·  415 ·  416 ·  417 ·  418 ·  419 ·  420 ·  421 ·  422